# كاريبيرت الثاني
' (بالفرنسية: Caribert II)‏كاريبيرت الثاني' ( ولد سنة 606 وتوفي سنة 632 ) وهو ابن ملك الفرنجة كلوتير الأول. تولى الملك من 629 إلى وفاته 632.